# Almquist shell
Almquist shell，經常被簡稱為 A Shell 或 ash，一種Unix shell，源自於Bourne shell，由肯尼斯·艾昆斯特（Kenneth Almquist）在SVR4上建立了這個分支。它的特色是快而且輕巧，兼容於POSIX，在後來的BSD版本上，它取代了Bourne shell。 
在FreeBSD、NetBSD、DragonFly BSD、Minix上，預設安裝的shell(/bin/sh) ，都是衍生自 ash。在Linux上，發展出了 Debian Almquist shell。

## 外部連結
- 官方网站